# Ахундов, Исмаил Гусейн оглы
Исмаил Гусейн оглы Ахундов (азерб. İsmayıl Hüseyn oğlu Axundov; 2 [15] апреля 1907, Маштага, близ Баку — 13 сентября 1969, Краков) — азербайджанский театральный художник, график и плакатист, Народный художник Азербайджанской ССР (1960).

## Биография
Исмаил Ахундов родился 2 (15) апреля 1907 года в селении Маштага, близ Баку. В 1921 году окончил школу родного села и поступил в Бакинский педагогический техникум. С 1924 года являлся учеником Азербайджанского художественного училища, которое окончил в 1928 году. В этом же году художник создавал карикатуры в сатирическом журнале «Молла Насреддин», а также поступил в Московский полиграфический институт. И. Ахундов в составе выпускников художественного факультета института в качестве дипломной работы оформлял открытие Горьковского автозавода в 1932 году.
Окончив институт в 1932 году, он вернулся в Баку, где возглавил графическое бюро Азербайджанского государственного художественного училища. За эти годы Ахундов, работая в области графики, иллюстрировал книги.
В 1937—1940 гг. был директором Азербайджанского государственного художественного училища, а с 1940 года — директором и главным художником Музея азербайджанской литературы имени Низами Гянджеви. Во время Великой Отечественной войны возглавлял агитбригады художников, которые выезжали на фронт, где рисовали плакаты к актуальным событиям. В конце войны был главным художником журнала «Советский Азербайджан», который издавался на азербайджанском языке в арабской графике для жителей Иранского Азербайджана. После войны неоднократно оформлял колонну азербайджанских спортсменов для парада по Красной площади в День физкультурника. Спортивная форма спортсменов Азербайджанской ССР создавалась с элементами национального костюма. С конца 40-х и до середины 50-х И.Ахундов был главным художником павильона Азербайджанской ССР на Всесоюзной сельскохозяйственной выставке (ныне ВДНХ) участвовал в послевоенном восстановлении выставки к августу 1954 года. Много лет был художником по костюмам Государственного ансамбля песни и танца Азербайджанской ССР.
С 1937 года он работал в Азербайджанском государственном драматическом театре имени Мешади Азизбекова и в ряде театров страны, оформил ряд спектаклей. Работал в кино. В частности, был художником по костюмам фильма «Аршин мал алан» (1945). С 1952 года сотрудничал с сатирическим журналом «Кирпи» («Ёж»), где работал до 1960 года.
За заслуги в изобразительном искусстве Исмаил Ахундов в 1940 году был удостоен звания Заслуженного деятеля искусств Азербайджанской ССР. В 1950 году за художественный ковёр, посвящённый 70-летию И. В. Сталина, Ахундов был удостоен Сталинской премии 1-й степени. Этот ковёр Ахундов создал совместно с такими мастерами как Лятиф Керимов и Кязим Кязим-заде. С этими же художниками Исмаил Ахундов создал ковёр к сорокалетию Великой Октябрьской социалистической революции в 1957 году. В 1960 году ему было присвоено звание Народного художника Азербайджана.
Исмаил Ахундов, после смерти Азима Азимзаде, возглавлял Союз художников Азербайджана (1947-52), был депутатом Верховного Совета Азербайджанской ССР, награждён орденом «Знак Почёта» и Орденом Трудового Красного Знамени (1967).
Скончался Исмаил Ахундов 13 сентября 1969 года в городе Краков.
6 июля 2007 года в Музее театра в Баку было отмечено столетие Исмаила Ахундова.

## Творчество

Эскиз декорации спектакля «Мертвецы» Джалила Мамедкулизаде работы Исмаила Ахундова. 1939. Азербайджанский государственный музей театра

Примерами работ Ахундова в области книжной иллюстрации «Хоп-хоп наме» Мирза Алекпер Сабира (1934), «Искандернаме» Низами Гянджеви (1940), «Анекдоты Молла Насреддина» (1958).
Исмаил Ахундов известен и как театральный художник. Он оформил такие спектакли, как «Яшар» Джафара Джаббарлы (1932—1933), «Гаджи Гара» Мирза Фатали Ахундова (1938), «Вагиф» Самеда Вургуна, «Без вины виноватые» Александра Островского (1943) и др.
Ахундов проявил себя также как плакатист, создав в годы Великой Отечественной войны более ста антифашистских плакатов и агитокон.
Наиболее продуктивным периодом для художника были 60-е. В эти годы Ахундов оформил и создал эскизы костюмов к таким спектаклям, как «Слава и забытый человек» Назыма Хикмета (1960), «Алигулу женится» Сабита Рахмана (1961), «Огонь» Мехти Гусейна, «Огтай Элоглу» Джафара Джаббарлы (1966), «Мюсье Жордан и дервиш Мастали-шах» Мирза Фатали Ахундова, и пр. Также Ахундов был главным художником Павильона Азербайджанской ССР на Всесоюзной сельскохозяйственной выставке, оформлял ряд юбилейных выставок.